# Cardiopteridaceae
Cardiopteridaceae Blume, 1847 è una famiglia di piante angiosperme dell'ordine Aquifoliales.

## Tassonomia
La famiglia comprende i seguenti generi:
- Cardiopteris Wall. ex Royle
- Citronella D.Don
- Gonocaryum Miq.
- Leptaulus Benth.
- Pseudobotrys Moeser